# Michel Mulder
Michel Mulder (Zwolle, 27 febbraio 1986) è un pattinatore di velocità su ghiaccio olandese, campione olimpico dei 500 metri e fratello gemello di Ronald, anch'egli pattinatore di velocità.

## Palmarès

### Olimpiadi
- 1 medaglia:
  - 1 oro (500 m a Soči 2014).
  - 1 bronzo (1000 m a Soči 2014).

### Campionati mondiali di pattinaggio di velocità - Distanza singola
- 1 medaglia:
  - 1 argento (500 m a Heerenveen 2012).

### Campionati mondiali di pattinaggio di velocità - Sprint
- 2 medaglie:
  - 2 ori (Salt Lake City 2013; Nagano 2014).